# 1 d'abril
El primer d'abril és el noranta-unè dia de l'any del calendari gregorià i el noranta-dosè en els anys de traspàs. Partint d'aquesta data, quedarien 274 dies per finalitzar l'any.

## Esdeveniments
Països Catalans
- 1907 - Girona: es publica el primer número de la revista mensual Lletres.[2]
- 1908 - L'Alguer (Sardenya): es publica el primer i únic número de la revista La Sardenya Catalana.[3]
- 1967 - Salitja, Vilobí d'Onyar, Girona: s'inaugura l'Aeroport de Girona-Costa Brava.[4]
- 2005 - Barcelona (Barcelonès): es funda el Centre Nacional de Supercomputació.

Resta del món
- 1795 - París (França): aixecament dels Sans-culottes.
  - - Basilea (Suïssa): firma del tractat de pau entre Prússia i la França revolucionària dins de la Pau de Basilea que formaria part del conjunt de tractats que posarien final a la Primera Coalició.[5]
- 1901: James Gibb inventa el tennis de taula.
- 1921 - Santiago de Xile: Adrienne Bolland, pilot de proves francesa, primera dona que travessa els Andes en un avió.[6]
- 1930 - Alemanya: estrena de la pel·lícula L'Àngel Blau, dirigida per Josef von Sternberg i amb el debut de l'actriu Marlene Dietrich.
- 1933 - Alemanya: els nazis inicien el boicot contra els comerços jueus.
- 1933 - Magdeburg (Alemanya): Comença la persecució nazi contra els Testimonis de Jehovà.
- 1937 - Alemanya: la Llei de l'àrea metropolitana d'Hamburg esdevé efectiva.
- 1939 - Burgos (Espanya): Franco proclama oficialment la fi de la guerra civil.
- 1945: Okinawa (Japó): Les tropes estatunidenques desembarquen a l'Illa d'Okinawa, etapa prèvia a l'entrada en territori japonès, iniciant l'anomenada batalla d'Iwo Jima.
- 1976 - Cupertino (Califòrnia, EUA): Steve Wozniak i Steve Jobs hi funden Apple Computer Company.
- 1977 - Espanya: el govern suprimeix la secretaria general del Movimiento.
- 1977 - Espanya: el govern autoritza la llibertat de sindicació d'empresaris i treballadors.
- 1979 - l'Iran: després d'un referèndum, s'hi proclama la república islàmica.
- 2001 - Amsterdam (Països Baixos): se celebra el primer matrimoni entre persones del mateix sexe legalitzat a Europa.
- 2002 - Països Baixos: es legalitza l'eutanàsia.
- 2004 - L'empresa nord-americana Google llança el Gmail com a servei de correu electrònic gratuït.[7]

## Naixements
Països Catalans
- 1761 - Santa Coloma Sasserra, corregiment i diòcesi de Vic: Francesc Mirambell i Giol, religiós, lexicògraf, historiador i acadèmic (m. 1823).[8]
- 1767 - Barcelona: Domènec Badia i Leblich, 'Alí Bei', espia, arabista i aventurer català (m. 1818).[9]
- 1826 - Barcelona: Venanci Vallmitjana i Barbany, escultor realista català que juntament amb el seu germà Agapit Vallmitjana i Barbany varen suposar un gran paradigma dins de l'escultura catalana de mitjan segle xix.(m. 1919).[10]
- 1902 - Sabadell: Salvador Sarrà i Serravinyals, polític, empresari i escriptor català (m. 1965).[11]
- 1904 - Alcoi: Juan Gil-Albert Simón, poeta i assagista valencià. (m. 1994).[12]
- 1910 - Barcelona: Rosa Leveroni i Valls, escriptora catalana.[13]
- 1918 - l'Aranyó, la Segarra: Manuel de Pedrolo i Molina, escriptor català.[14]
- 1930 - Barcelona: Victòria Sau i Sánchez, escriptora, psicòloga i activista política feminista (m. 2013).[15]
- 1940 - Sabadell: Rosa Bruguera i Bellmunt, política i sindicalista catalana, diputada al Parlament.[16]
- 1944 - Ceuta: Coloma Lleal Galceran, filòloga, poetessa i professora universitària catalana.[17]
- 1958 - Alfara del Patriarcaː Maria Carme Arnau i Orts, poetessa valenciana.[18]
- 1960 - Sant Quirze de Besora: Cristina Gallach Figueres, periodista catalana; ha treballat a l'ONU per a Comunicació i Informació Publica.[19]
- 1964 - Barcelona: Joaquim Forn i Chiariello, un polític català, conseller d'Interior de la Generalitat de Catalunya.[20]
- 1988 - Torrebesses: Aida Flix Filella, actriu catalana.[21]

Resta del món
- 1578 - Kent, Anglaterra: William Harvey, metge anglès.(m. 1657)[22]
- 1772 - Viena: Ignaz Franz von Mosel, crític musical i historiador de la música.[23]
- 1776 - París: Sophie Germain, matemàtica i física francesa (m. 1831).[24]
- 1809 - Soròtxyntsi, Imperi Rus: Nikolai Gógol, escriptor rus (m. 1852).[25]
- 1815 - Schönhausen, Saxònia: Otto von Bismarck, polític prussià, 1r canceller d'Alemanya.[26]
- 1865 - Viena, Imperi Austríac: Richard Zsigmondy, químic austríac, Premi Nobel de Química el 1925.(m. 1929)[27]
- 1866 - Empoli, Regne d'Itàlia: Ferruccio Busoni, compositor, virtuós pianista, professor i director d'orquestra italià (m. 1924).[28]
- 1868 - Marsella, França: Edmond Rostand, dramaturg francès (m. 1918)[29]
- 1873 - lloc imprecís, segurament Oneg, a la regió de Nóvgorod, al nord-oest de Rússia: Serguei Rakhmàninov, compositor i pianista rus (m. 1943).[30]
- 1882 - Pozuelo de Aragón (Saragossa): María Domínguez Remón, periodista, poetessa i política republicana; primera alcaldessa democràtica de la Segona República Espanyola, afusellada per les tropes franquistes a l'inici de la Guerra Civil (m. 1936).[31]
- 1883 - Colorado Springs, Colorado, EUA: Lon Chaney, actor de cinema estatunidenc.
- 1895 - Memphis, Tennessee: Alberta Hunter, cantant de jazz estatunidenca (m. 1984).[32]
- 1901 - Almudévar, Espanya: Francisco Ascaso, anarcosindicalista espanyol, militant de la CNT (m. 1936).[33]
- 1902 - Calamata, Grècia: Maria Poliduri, poetessa romàntica.[34]
- 1918 - Tòquio: Utako Okamoto, metgessa japonesa que descobrí l'àcid tranexàmic (m.2016).[35]
- 1919 - Milford (Massachusetts), EUA: Joseph Edward Murray, cirurgià estatunidenc, Premi Nobel de Medicina el 1990 (m. 2012).[36]
- 1920 - Qingdao, Xina: Toshiro Mifune, actor japonès.
- 1929 - Brno, Txecoslovàquia: Milan Kundera, escriptor txec.[37]
- 1932 - El Paso, Texas: Debbie Reynolds, actriu, cantant, ballarina i empresària (m. 2016).[38]
- 1933 - Constantina, Algèria: Claude Cohen-Tannoudji, físic francès, Premi Nobel de Física de l'any 1997.[39]
- 1939 - Pound Ridge, Nova York: Ali MacGraw, actriu, model, escriptora estatunidenca.[40]
- 1940 - Nyieri, Kenya: Wangari Maathai, activista política i ecologista, Premi Nobel de la Pau l'any 2004 (m. 2011).[41]
- 1948 - 
  - Somerton District, Jamaica: Jimmy Cliff, cantant i compositor de reggae[42]
  - Tunísia: Hélé Béji, professora de Literatura, assessora de la UNESCO, escriptora i presidenta del Collège International de Tunis.[43]
- 1955 - Estocolm, Suècia: Sebastian Öberg, compositor i violoncel·lista suec.[44]
- 1961 - Blackburn, West Lothian: Susan Boyle, cantant pop escocesa.[45]
- 1968 - Hèlsinki, Finlàndia: Alexander Stubb, primer ministre de Finlàndia.
- 1970 - Madrid: Sol Sánchez Maroto, política, activista i sociòloga espanyola.[46]
- 1975 - Villeneuve-Saint-Georges: Cécile Duflot, urbanista i política francesa.[47]
- 1977 - Nador, Marroc: Laila Karrouch, escriptora catalana d'origen amazic.
- 1979 - Santander, Cantàbria: Ruth Beitia Vila, atleta espanyola. Ha estat diputada del Parlament de Cantàbria.[48]
- 1987 - Asunción, Paraguai: José Ortigoza, futbolista internacional amb la selecció del Paraguai.

## Necrològiques
Països Catalans
- 1767, Madrid: Maria Ladvenant i Quirante, actriu i empresària teatral valenciana (n. 1741).[49]
- 1799 - Esparreguera: Narcís Casanoves i Bertran, compositor i organista català (n. 1747).[50]
- 1872 - Madrid: Manuel Rivadeneyra, editor català establert a Madrid (n. 1805).
- 1966 - Barcelona: Josep Maria Pericas i Morros, arquitecte català entre el modernisme i el noucentisme (n. 1881).[51]
- 1971 - Sabadell: Gertrudis Artigas i Setó, professora de l'Escola Industrial i directora de l'Escola de Sargidores.[52]
- 2016 - Barcelona: Josep Maria Dexeus i Trias de Bes, ginecòleg.[53]
- 2024 - Aureli Argemí i Roca, teòleg i activista polític català (n. 1936).

Resta del món
- 1204 - Poitiers (França): Elionor d'Aquitània, duquessa d'Aquitània i reina consort de França i Anglaterra (n. 1122)[54]
- 1238 - Dinant (Principat de Lieja): Joan d'Eppes, Príncep-bisbe.
- 1441 - Santa María la Real de Nieva, Segòviaː Blanca I de Navarra, reina de Navarra (n. 1387).[55]
- 1917 - Nova York (EUA): Scott Joplin, compositor de ragtime.(n. 1867)[56]
- 1930 - Bayreuth: Còsima Wagner, segona dona de Richard Wagner, mantenidora del Festival de Bayreuth (n. 1837).[57]
- 1947 - Atenes (Grècia): Jordi II de Grècia, rei de Grècia (n. 1890).[58]
- 1965 - Nova Yorkː Helena Rubinstein, empresària de cosmètics, col·leccionista i filantropa  estatunidenca (n. 1872).[59]
- 1968 - Moscou (URSS): Lev Landau, físic, guanyador del Premi Nobel de Física el 1962 (n. 1908).[60]
- 1984 - Los Angeles (EUA): Marvin Gaye, cantant nord-americà de soul (n. 1939).[61]
- 1991 - Manhattan, Nova York: Martha Graham, ballarina i coreògrafa estatunidenca, pionera de la dansa contemporània (n. 1894).[62]
- 2012 - Naples, Florida, EUA: Giorgio Chinaglia, futbolista italià (n. 1947).[63]
- 2014 - París, França: Jacques Le Goff, medievalista francès (n. 1924).[64]
- 2015 - La Plata, Buenos Airesː María Esther Biscayart de Tello, integrant de Madres de Plaza de Mayo (n. 1930).[65]

## Festes i commemoracions
- April Fool's Day, l'equivalent al dia dels innocents, a Menorca i als països anglosaxons així com a Alemanya (Erster April).
- El Hanami o festa dels cirerers en flor, al Japó.
- Onomàstica: sants Tesifont de Bergi, bisbe llegendari; Maria Egipcíaca, eremita; Valeri de Leuconay, abat; Melitó de Sardes, bisbe; Gilbert de Caihness, bisbe; Hug de Grenoble, bisbe, fundador de l'Orde de Chalais; beats Hug de Bonnevaux, abat; Lodovico Pavoni, fundador de la Congregació dels Fills de Maria Immaculada; Carles I d'Àustria i IV d'Hongria, emperador. A les esglésies ortodoxes: venerable Simeó de Dajbabe, monjo.